# روباه پرنده سولاوسی
روباه پرنده سولاوسی (نام علمی: Acerodon celebensis) نام یک گونه از تیره خفاش میوه‌خوار است.این گونه بومزاد اندونزی است.این خفاش در حالت آسیب پذیر در اتحادیه بین‌المللی حفاظت از طبیعت قرارگرفته است.